# Rafalus insignipalpis
Rafalus insignipalpis är en spindelart som först beskrevs av Simon 1882.  Rafalus insignipalpis ingår i släktet Rafalus och familjen hoppspindlar. Inga underarter finns listade i Catalogue of Life.